# Marysette Agnel
Pour les articles homonymes, voir Agnel.
Marysette Agnel, née le 28 août 1928 à Chamonix, est une skieuse alpine française morte le 19 juillet 1958 dans une chute à proximité du col de la Brenva, dans le massif du Mont-Blanc.

## Biographie
Elle est la fille des docteurs Ernest Agnel (vice-président de la Fédération française de ski de 1937 à 1940) et Marie Builloud. Elle a pour frère le skieur Louis Agnel et pour sœur la skieuse Cécile Agnel.
Elle mène des études de pharmacie en même temps qu'une grande carrière sportive. Dix fois championne de France, elle représente le pays sur 45 rencontres internationales. 
Elle participe à deux championnats du monde et à deux éditions des Jeux olympiques d'hiver. 
Elle meurt avec son mari, le guide de haute-montagne Maurice Claret, et le révérend Duverney, victime d'une chute en cordée au col de la Brenva.

## Palmarès

### Jeux olympiques
| Épreuve / Édition         | Descente | Slalom géant | Slalom |
| ------------------------- | -------- | ------------ | ------ |
| JO 1952 Oslo              | 22e      | 19e          | 7e     |
| JO 1956 Cortina d'Ampezzo | 21e      | 8e           | 9e     |

### Championnats du monde
| Épreuve / Édition         | Descente | Slalom géant | Slalom | Combiné                          |
| ------------------------- | -------- | ------------ | ------ | -------------------------------- |
| JO 1952 Oslo              | 22e      | 19e          | 7e     | Épreuve inexistante à cette date |
| Mondiaux 1954 Aare        | 28e      | 29e          | 12e    | 23e                              |
| JO 1956 Cortina d'Ampezzo | 21e      | 8e           | 9e     | 8e                               |

### Arlberg-Kandahar
- K de diamant
- Vainqueur du Kandahar 1950 à Mürren
- Vainqueur du slalom 1950 à Mürren

### Championnats de France
Elle a été 9 fois Championne de France de ski  dont : 
- 2 fois Championne de France de Descente en 1951 et 1956
- 5 fois Championne de France de Slalom Géant en 1950,1951, 1952, 1953 et 1956
- 2 fois Championne de France de Slalom en 1952 et 1954